# Kulmbach
Kulmbach (en allemand : /ˈkʊlmˌbax/? Écouter [Fiche]) est une ville et une commune allemande située dans le land de Bavière. La ville, ancienne capitale d'un margraviat des Hohenzollern de Franconie, est aujourd'hui réputée pour ses bières fortes.

## Brasserie Kulmbacher

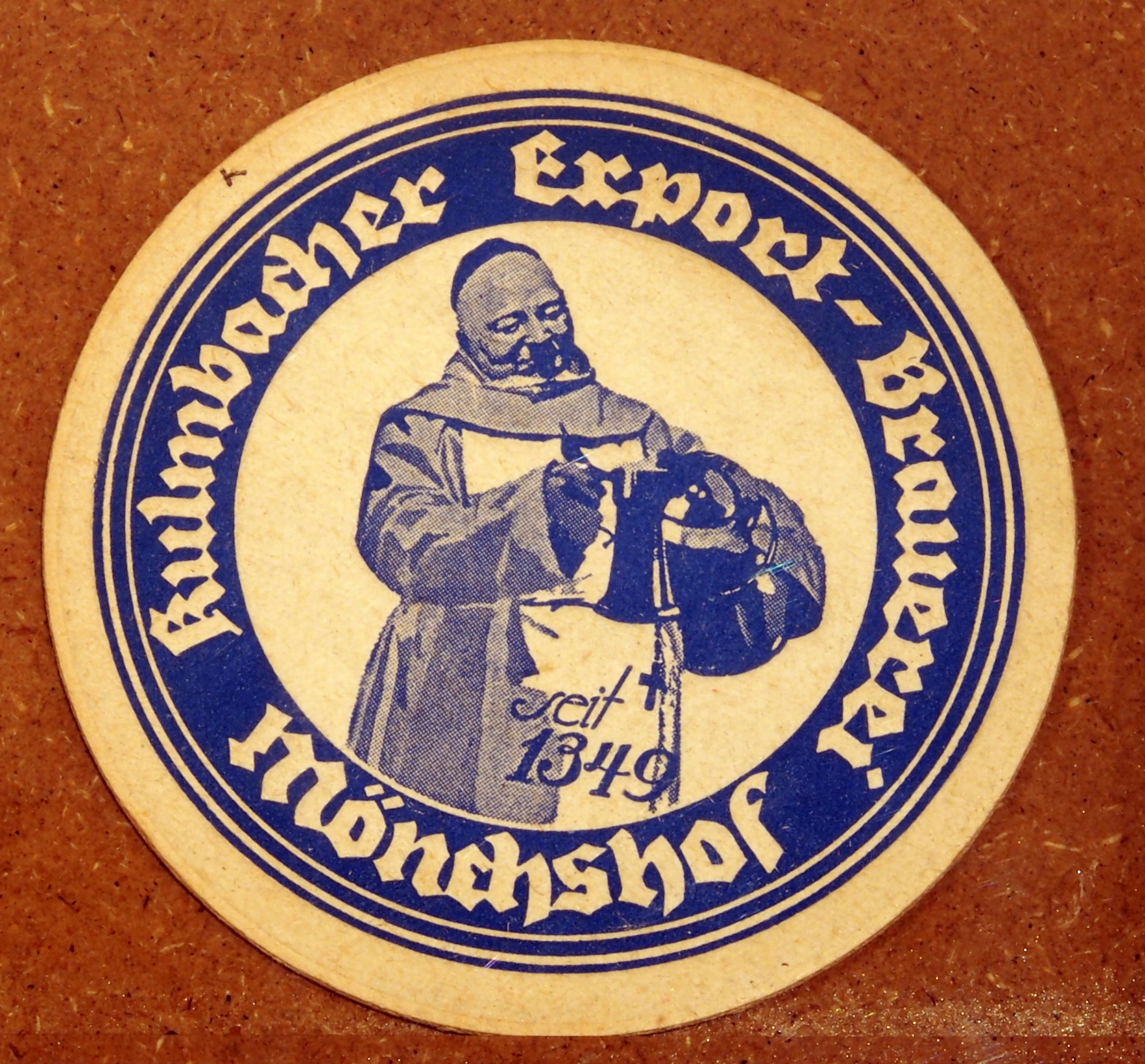
Sous-bock de la brasserie Kulmbacher.

La renommée de la brasserie débute en 1846 avec le maitre brasseur Johann Wolfgang Reichel. La production avoisine les 300 millions de litres par an. Parmi les bières brassées, on trouve la Mönchshof Schwarzbier et la Kapuziner Weissbier.

## Histoire
| Appartenances historiques Burgraviat de Nuremberg 1340–1398 Principauté de Bayreuth 1398–1792 Royaume de Prusse 1792–1806 Royaume de Bavière 1806–1918 République de Weimar 1918–1933 Reich allemand 1933–1945 Allemagne occupée 1945–1949 Allemagne 1949–présent |

## Jumelages
La ville de Kulmbach est jumelée avec :
- Lunebourg (Allemagne) depuis 1970
- Kilmarnock (Royaume-Uni) depuis 1974
- Rust (Autriche) depuis 1981
- Saalfeld (Allemagne) depuis 1988
- Bursa (Turquie) depuis 1998
- Lugo (Italie) depuis 1974